# Kandalanu
Kandalanu (fl. VII secolo a.C.) fu un re neo-babilonese (647-627 a.C.), nominato in qualità di reggente da Assurbanipal.
Essendo morto lo stesso anno di Assurbanipal, alcuni studiosi ritengono che Kandalanu non sia che un nome alternativo per Assurbanipal come re di Babilonia.